# Alarsite
L'alarsite è un minerale appartenente al gruppo della berlinite.